# Pietro Lanciani
Pietro Lanciani (Roma, 1791 – 1868) è stato un ingegnere e architetto italiano che lavorò presso il Vaticano, padre del celebre archeologo Rodolfo Lanciani.

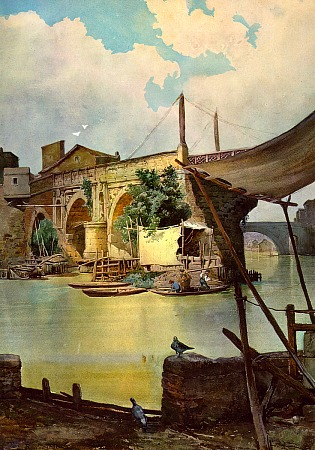
Ponte Rotto con la passerella metallica progettata da Pietro Lanciani (acquerello di Roesler Franz, 1880 ca.)

Appartenente ad un'antica e nobile famiglia, originaria di Monticelli (dal 1882 Montecelio e dal 1937 Guidonia Montecelio) poi trasferitasi a Roma, era figlio del notaio Luigi Lanciani.
Laureatosi a Roma in architettura, divenne in seguito ingegnere pontificio e per le sue capacità raggiunse il grado di ingegnere capo; fu anche ingegnere delle Acque e in tale periodo avviò il progetto, in seguito realizzato dall'architetto Nicola Moraldi, di ricondurre l'antica Acqua Marcia, nella capitale dello Stato Pontificio, già all'epoca afflitta da problemi idrici.
Curò anche il ripristino del ponte Emilio o Senatorio, per i romani ponte Rotto, attuato con una campata metallica (1853) che suppliva alle arcate crollate nella tremenda alluvione avvenuta il 24 dicembre 1598. L'inaugurazione del ponte avvenne il 31 maggio 1853 e per il suo attraversamento fu stabilito il pagamento di un baiocco come tributo.
L'agibilità del ponte fu assicurata fino al 1887, quando i lavori per la creazione dei muraglioni lungo il Tevere, nonché la costruzione del nuovo ponte Palatino (1886-1890), fecero smantellare tutto, anche due arcate antiche, di cui una romana, dal lato opposto (Trastevere) e il ponte rimase isolato come lo vediamo oggi.
Dopo la firma del Trattato di Confinazione fra Stato Pontificio e Regno delle Due Sicilie, avvenuta a Roma il 26 settembre 1840, Pietro Lanciani con la nomina di ingegnere dei confini fu designato, con la controparte napoletana capeggiata dall'ingegnere Luigi De Benedictis, a presiedere la commissione pontificia incaricata di riconoscere e marcare con segnali provvisori i punti salienti dell'intera frontiera tra i suddetti stati limitrofi (ottobre 1840 - settembre 1841).
L'ottimo lavoro svolto dal Lanciani e dal suo collega spinsero le autorità a confermarli per la delimitazione definitiva del confine, che si tradusse nella sostituzione dei pali in legno, apposti qualche anno prima, con cippi cilindrici in pietra (1846-1847). Per l'immane opera svolta con dedizione e precisione anche sulle montagne e in luoghi quasi inaccessibili, il Lanciani fu insignito del titolo di cavaliere dell'Ordine di San Silvestro Papa.
Negli ultimi anni della sua vita fu ingegnere comunale a Monticelli e alla sua morte ricoprì il medesimo incarico il figlio Rodolfo.